# Соузга
Соузга (рос. Соузга) — село Маймінського району, Республіка Алтай Росії. Входить до складу Соузгинського сільського поселення.
Населення — 1252 особи (2015 рік).